# Corinne Cléry
Corinne Cléry (París, 23 de marzo de 1950) es el nombre artístico de Corinna Piccolo, actriz francesa de orígenes italianos.
A finales de los años 60 inició su carrera como actriz con el nombre de Corinne Piccoli. La fama le llegó al protagonizar en 1975 el film erótico Historia de O, del francés Just Jaeckin; en 1979 interpreta a Corinne Dufour, chica Bond en Moonraker. Tras esa película, la mayor parte de sus trabajos los desarrolla en Italia.